# Strathmore-Brooks
Circonscription électorale provinciale du Canada
Strathmore-Brooks est une circonscription électorale provinciale dans le sud de l'Alberta, Canada. La circonscription a été créée en 1996 et chargée d'élire un seul député à l'Assemblée législative de l'Alberta.

## Liste des députés
| Années | Années         | Député            | Parti politique           |
| ------ | -------------- | ----------------- | ------------------------- |
|        | 1997 - 2001    | Lyle Oberg        | Progressiste-conservateur |
|        | 2001 - 2004    | Lyle Oberg        | Progressiste-conservateur |
|        | 2004 - 2008    | Lyle Oberg        | Progressiste-conservateur |
|        | 2006           | Lyle Oberg        | Indépendant               |
|        | 2006-2008      | Lyle Oberg        | Progressiste-conservateur |
|        | 2008 - 2012    | Arno Doerksen     | Progressiste-conservateur |
|        | 2012 - 2014    | Jason Hale        | Wildrose                  |
|        | 2014-2015      | Jason Hale        | Progressiste-conservateur |
|        | 2015 - 2016    | Derek Fildebrandt | Wildrose                  |
|        | 2016 - présent | Derek Fildebrandt | Indépendant               |

## Résultats électoraux
| Élection générale albertaine de 2012 | Élection générale albertaine de 2012 | Élection générale albertaine de 2012 | Élection générale albertaine de 2012 |
| Candidat                             | Candidat                             | Parti                                | # de voix                            |
| ------------------------------------ | ------------------------------------ | ------------------------------------ | ------------------------------------ |
|                                      | Jason Hale                           | Parti Wildrose                       | 8,157                                |
|                                      | Arno Doerksen                        | Progressiste-conservateur            | 5,737                                |
|                                      | Brad Bailey                          | NPD                                  | 409                                  |
|                                      | Alex Wychopen                        | Libéral                              | 297                                  |
| Total                                |                                      |                                      |                                      |